# Szampan bezalkoholowy
Szampan bezalkoholowy – rodzaj wina musującego lub szampana pozbawiony alkoholu w wyniku procesu dealkoholizacji. 
Szampany bezalkoholowe produkuje się tak jak ich alkoholowe odpowiedniki. Jedyna różnica polega na tym, że na końcu procesu wino pozbawiane jest alkoholu powstałego na skutek fermentacji. Alkohol usuwany jest po produkcji w specjalnie opatentowanym procesie ekstrakcji próżniowej. Dzięki temu procesowi wino zaczyna wrzeć w temperaturze około 30  stopni Celsjusza, a alkohol ulega odparowaniu. Po takim procesie poziom alkoholu w winie jest mniejszy niż 0,5% całkowitej objętości, co pozwala określić go mianem bezalkoholowe. Istnieje również inna metoda pozbywania się alkoholu z wina. Jest to metoda wirujących stożków, która polega na odwirowywaniu alkoholu. Metoda ta powoduje niewielkie straty w objętości napoju, co uzupełniane jest najczęściej sokiem moszczowym. Napój przeznaczony jest jako alternatywa dla osób, które z jakichś powodów nie chcą lub nie mogą spożywać alkoholu, np.: kierowców, sportowców, kobiet w ciąży i karmiących, osób na diecie, osób chorych.
Terminem tym nazywany jest również napój gazowany o smaku owocowym nasycony dwutlenkiem węgla, rozlewany w butelki z grubego szkła. Kształt i rodzaj butelki, a także sposób jej zamknięcia (plastikowy korek zabezpieczony drutem i owinięty folią aluminiową) imituje szampan, natomiast sam napój nie zawiera alkoholu. Produkt ten często przeznaczony jest dla niepełnoletnich konsumentów, popularny jako element uroczystości urodzin czy imienin oraz Nowego Roku obchodzonych przez dzieci.